# Daniel Sanabria
Daniel Horacio Sanabria Gueyraud (Buenos Aires, 8 de fevereiro de 1977), mais conhecido como Daniel Sanabria, é um ex-futebolista paraguaio que atuava na posição de zagueiro.

## Vida e carreira
Daniel nasceu em Buenos Aires, Argentina, mas tem sua nacionalidade como paraguaio e argentino. Ele jogou no Olimpia Asunción, Sportivo Luqueño, Club Libertad, Colo-Colo, Bellmare Hiratsuka, Kyoto Purple Sanga, na seleção paraguaia de futebol e participou da Copa do Mundo de 2002.